# Verversingskanaal
Het Verversingskanaal is een kanaal in Den Haag dat tot 2016 het Afvoerkanaal of Afwateringskanaal heette. De naam Verversingskanaal werd ook voor de officiële naamswijziging al veel gebruikt. Het kanaal loopt vanuit de binnenstad langs de Houtrustweg, Suezkade en Conradkade. De waterloop werd in 1888 aangelegd en diende voor de afvoer van (vervuild) water uit de grachten van Den Haag via Scheveningen, nabij de plaats waar later de haven zou komen, naar de Noordzee. Dat was toen hard nodig, omdat het destijds in Den Haag aan doorstroming van oppervlaktewater ontbrak.

## Geschiedenis
In Rotterdam werd het water in de grachten door de invloed van eb en vloed of door de Rotte ververst. Een stad als Delft kon gebruikmaken van de Schie en water uit Rijnland bij het doorspoelen van de grachten, maar de Haagse grachten lagen tussen de Vliet en de duinen en ontvingen nauwelijks vers water. Het oudste plan voor een verbinding van de grachten naar de zee dateert uit 1722. Vanaf het Scheveningseveer zou een kanaal worden aangelegd, de “Haegse Uytwatering”, parallel aan de Scheveningseweg, om net ten noorden van het vissersplaatsje Scheveningen in de zee uit te monden. Het plan kwam nooit van de grond. Een eerste poging om een afvoerkanaal aan te leggen (tussen 1828 en 1864 aan de noordkant van Scheveningen - Koninginnegracht) strandde in de duinen (rijke mannen ouder dan 23 mochten toen stemmen in de jonge democratie en die stemden de monding van een "Nieuwe waterweg" aan die kant van de stad weg. Deze tweede poging op een andere locatie werd dus wel een succes, al koos men voor de Nieuwe Waterweg een andere stad (Rotterdam). Het „besluit tot het doen graven van een afvoerkanaal naar zee tot verversching der grachten“ werd door de gemeenteraad genomen op 21 oktober 1879. De raad besloot op 24 juni 1884 om een plan uit te voeren, dat was gemaakt door de raadsleden F.H. van Malsen en H.Th. Hora Siccama. De technische uitwerking werd verricht door J. v.d. Vegt, hoofdingenieur van Provinciale Waterstaat. Een aanzienlijk deel van het aan te leggen kanaal mocht worden aangelegd op het uitgestrekte grondbezit van groothertogin Sophie van Saksen-Weimar-Eisenach.

## Ligging
Het Verversingskanaal loopt vanaf het zuidoosten van het oude centrum van Den Haag naar de Noordzee bij Scheveningen, deels via een gebied dat ooit de Westduinen heette. Bij het kanaal verrezen later onder meer de wijken Regentessekwartier, Duinoord, Geuzen- en Statenkwartier, Duindorp en de buurt Havenkwartier. Oorspronkelijk mondde het kanaal via een zeesluis in Scheveningen direct uit in de zee, waarbij het afvoerwater over het strand stroomde. Sinds de uitbreiding van de Scheveningse zeehaven in 1930 is het kanaal via de scheepvaartsluis bij de Kranenburgweg verbonden met de Tweede Binnenhaven, waarna het stuk kanaal dat in zee uitmondde gedempt werd en de oude zeesluis afgebroken. Het complex van drie 19e-eeuwse dienstwoningen van de oude zeesluis aan de Kranenburgweg bleef echter behouden en deed lang dienst als havenkantoor. In de 21ste eeuw is in het complex een restaurant gevestigd.

## Gebruik
Binnenvaartschepen tot 80 ton hebben lange tijd over het kanaal gevaren, onder meer om bouwmaterialen te vervoeren naar de losplaats aan de Suezkade. Sleepschuiten trokken bakken met kolen over het kanaal voor de bevoorrading van de elektriciteitscentrale van het Gemeentelijk Elektriciteitsbedrijf aan het De Constant Rebecqueplein. Vanaf 1930 was het mogelijk voor schepen om vanaf de Tweede Binnenhaven via de scheepvaartsluis (een schutsluis) over het Verversingskanaal te varen naar het oude centrum, vervolgens naar de Laakhaven en de Haagse Trekvliet. Ook werd voor de Scheveningse haringinleggerijen over het kanaal zout aangevoerd en op de terugweg ingelegde haring voor de markten in het Haagse centrum en het achterland. Sinds de aanleg van de Duindorpdam in 2005 bij de Nieboerweg is dit niet meer mogelijk. Rondvaartboten en kleine plezierboten varen sinds de 21ste eeuw tot aan Houtrust. Langs de Conradkade en Suezkade liggen woonboten. In de periode 2010-2017 werd in de gemeente Den Haag gesproken over een mogelijk gebruik van het laatste deel van het Verversingskanaal als jachthaven, aansluitend op de Tweede Binnenhaven. Na een discussie belandde het plan in de ijskast.

## Gemalen
Bij de aanleg van het Verversingskanaal werd tussen 1886 en 1888 naar een ontwerp van ir. John van der Vegt, hoofdingenieur van de Provinciale Waterstaat, de Binnen- of schutsluis gebouwd. Aanvankelijk met een stoomgemaal, vanaf 1914 bediend door elektromotoren en pompen. Daar vlakbij bevindt zich langs het kanaal tevens het Rioolgemaal Morsestraat uit 1971. Midden jaren zeventig verrees in het Verversingskanaal nabij de Willem de Zwijgerlaan het Gemaal Schoute, dat de taken overnam van de Binnen- of schutsluis. De oude Binnen- of schutsluis bleef behouden als rijksmonument.

## Galerij

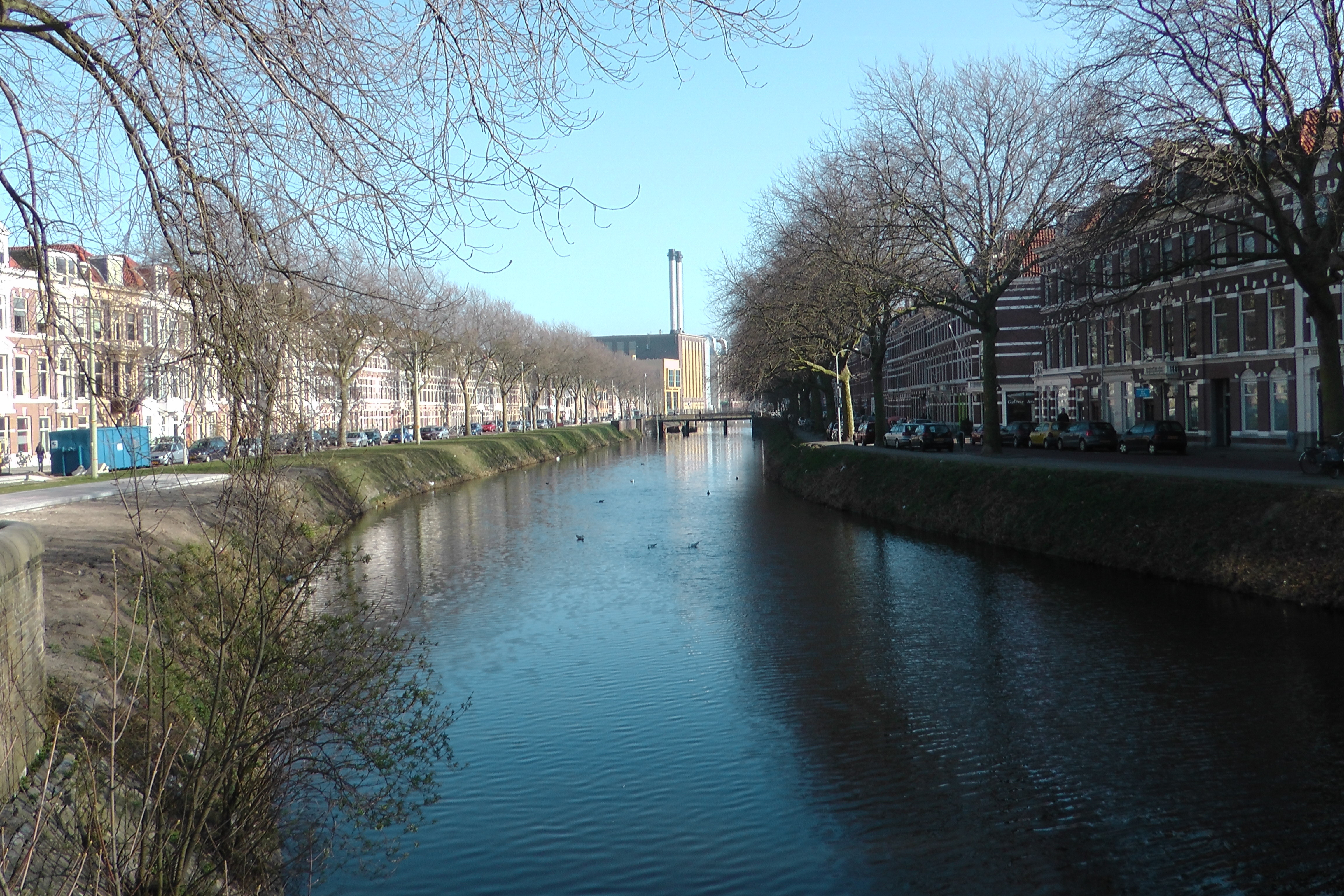
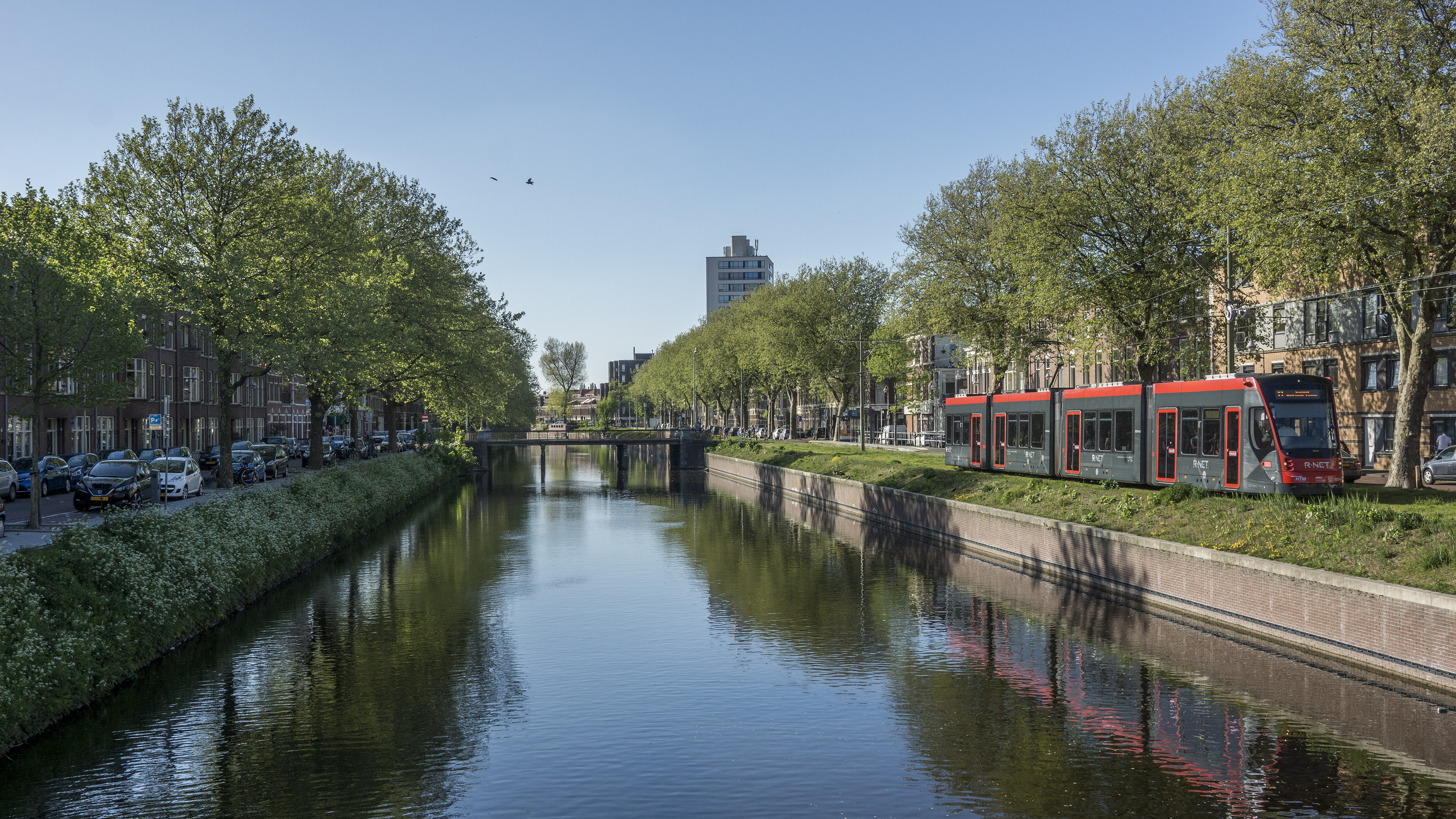
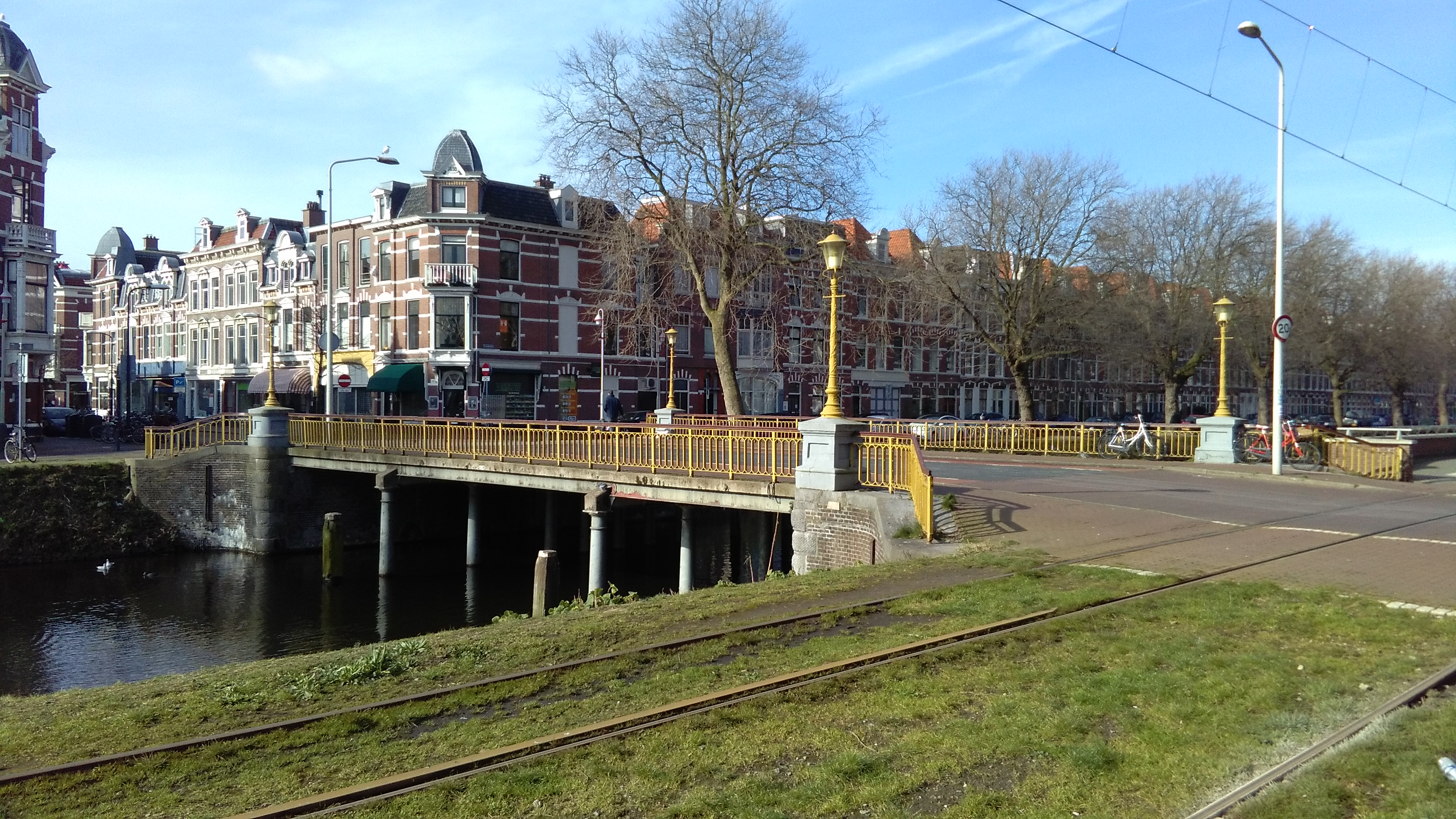
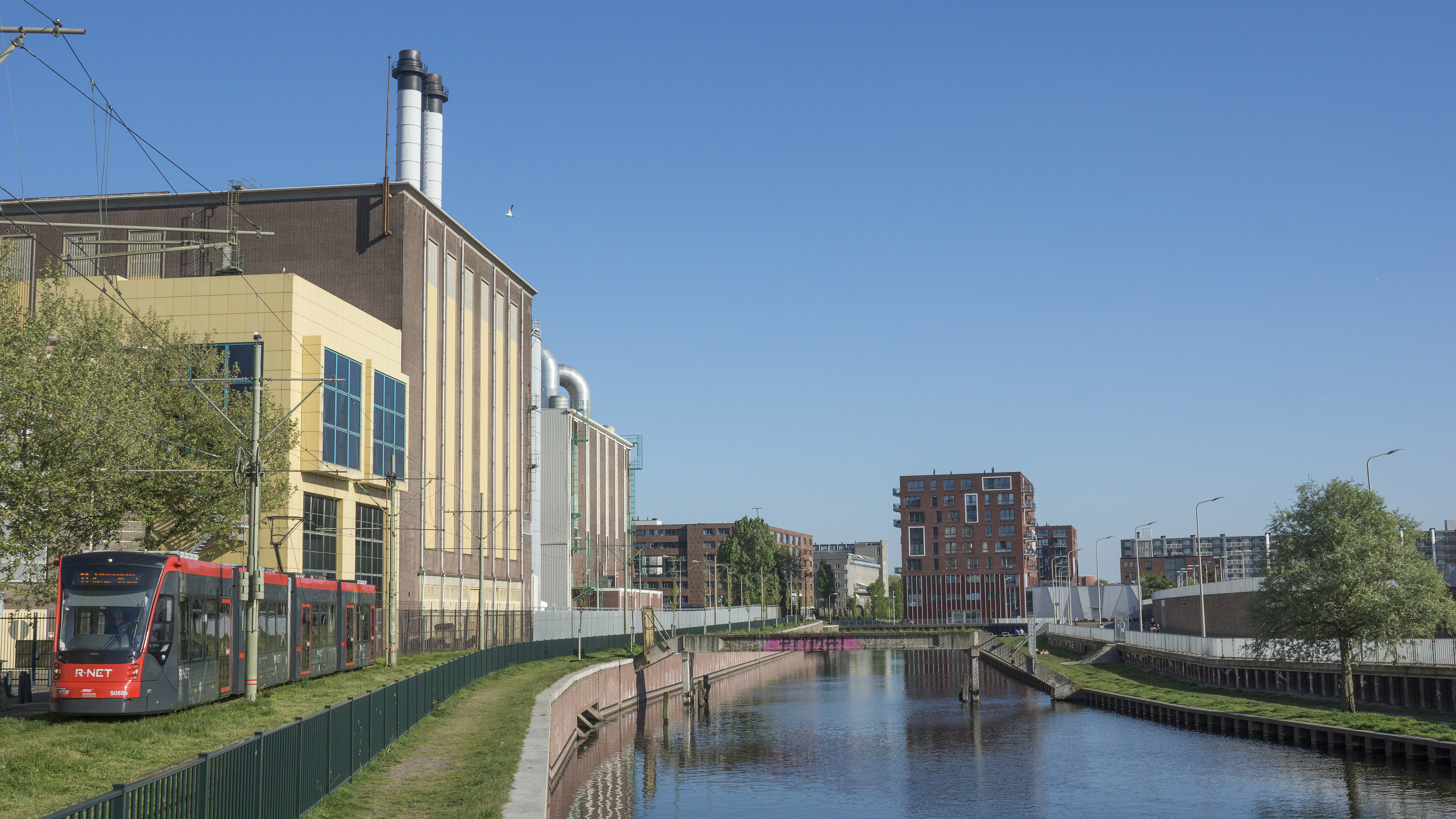
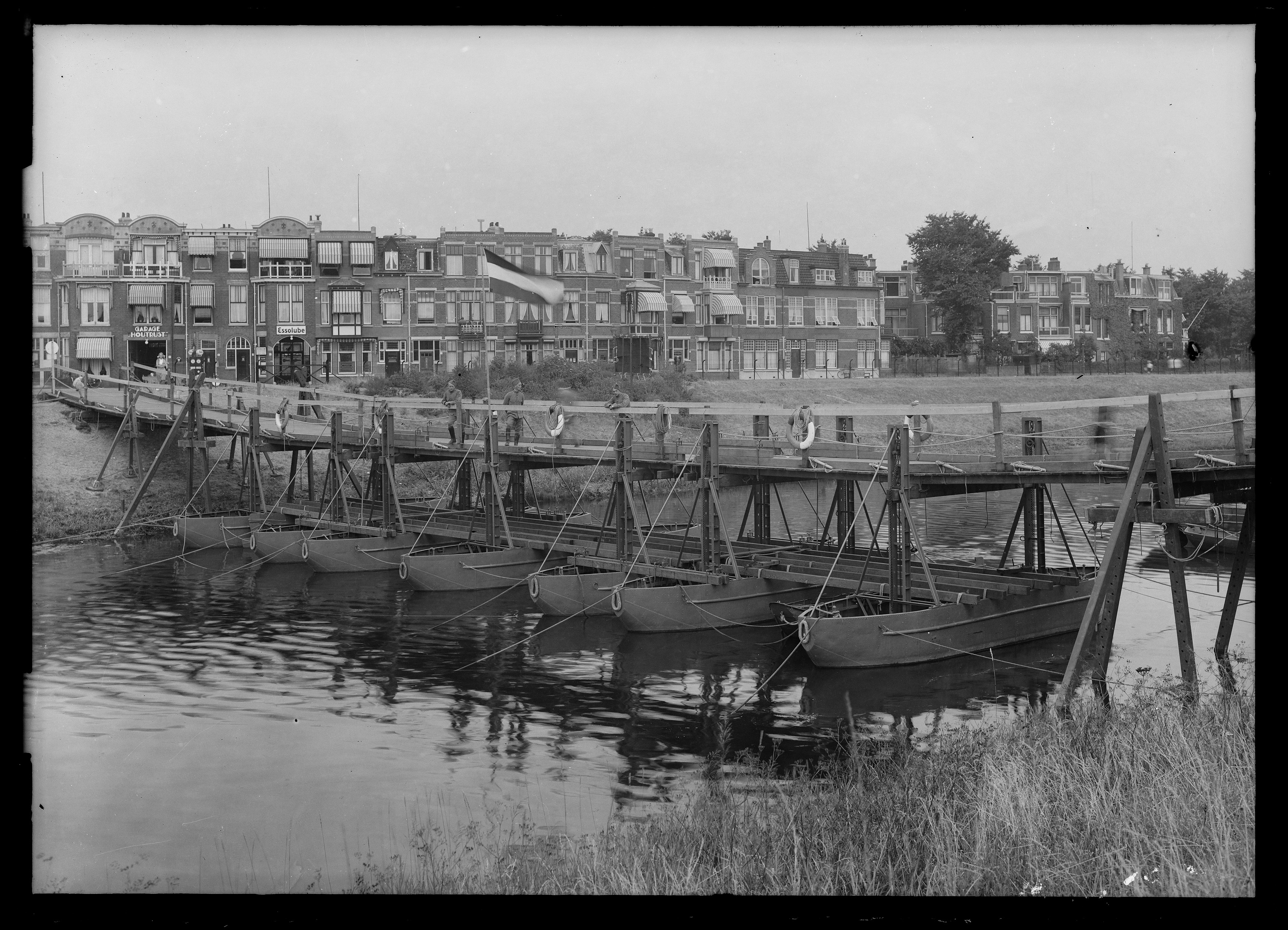
Tijdelijke brug met uitzicht op de Kranenburgweg, jaren 1920
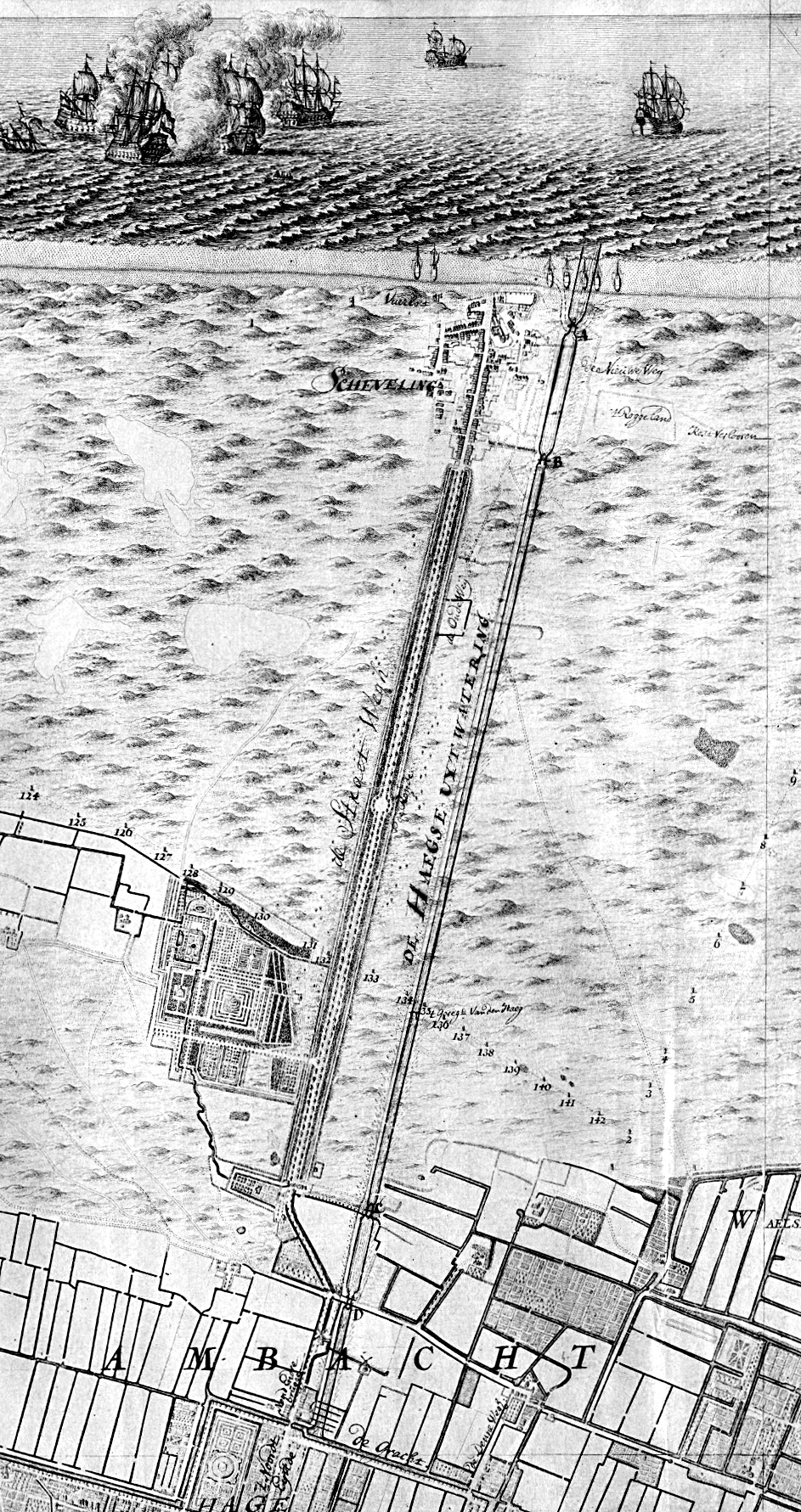
Nooit uitgevoerd plan voor een “Haegse Uytwatering” in 1722 gemaakt door Nicolaus Cruquius
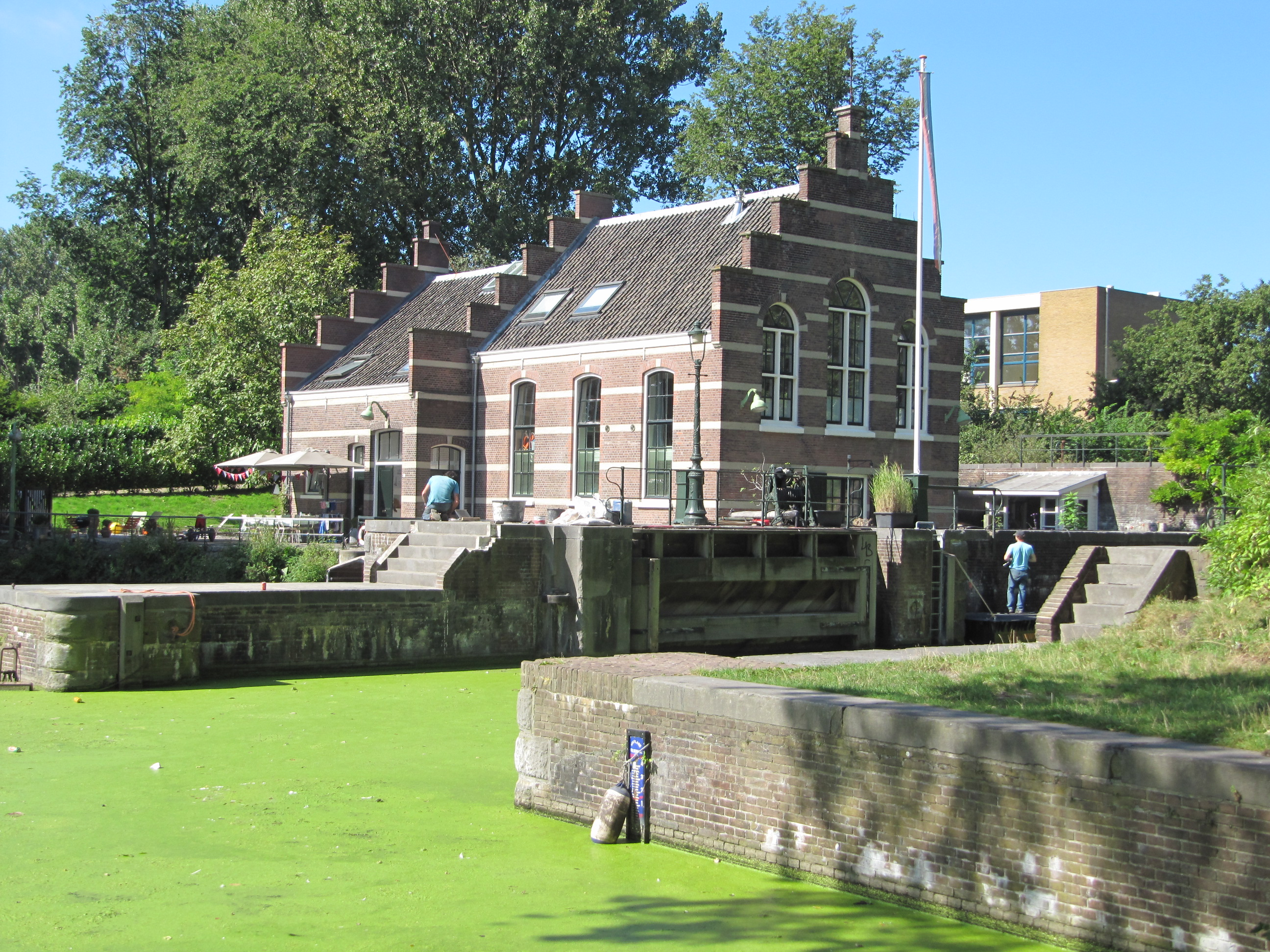
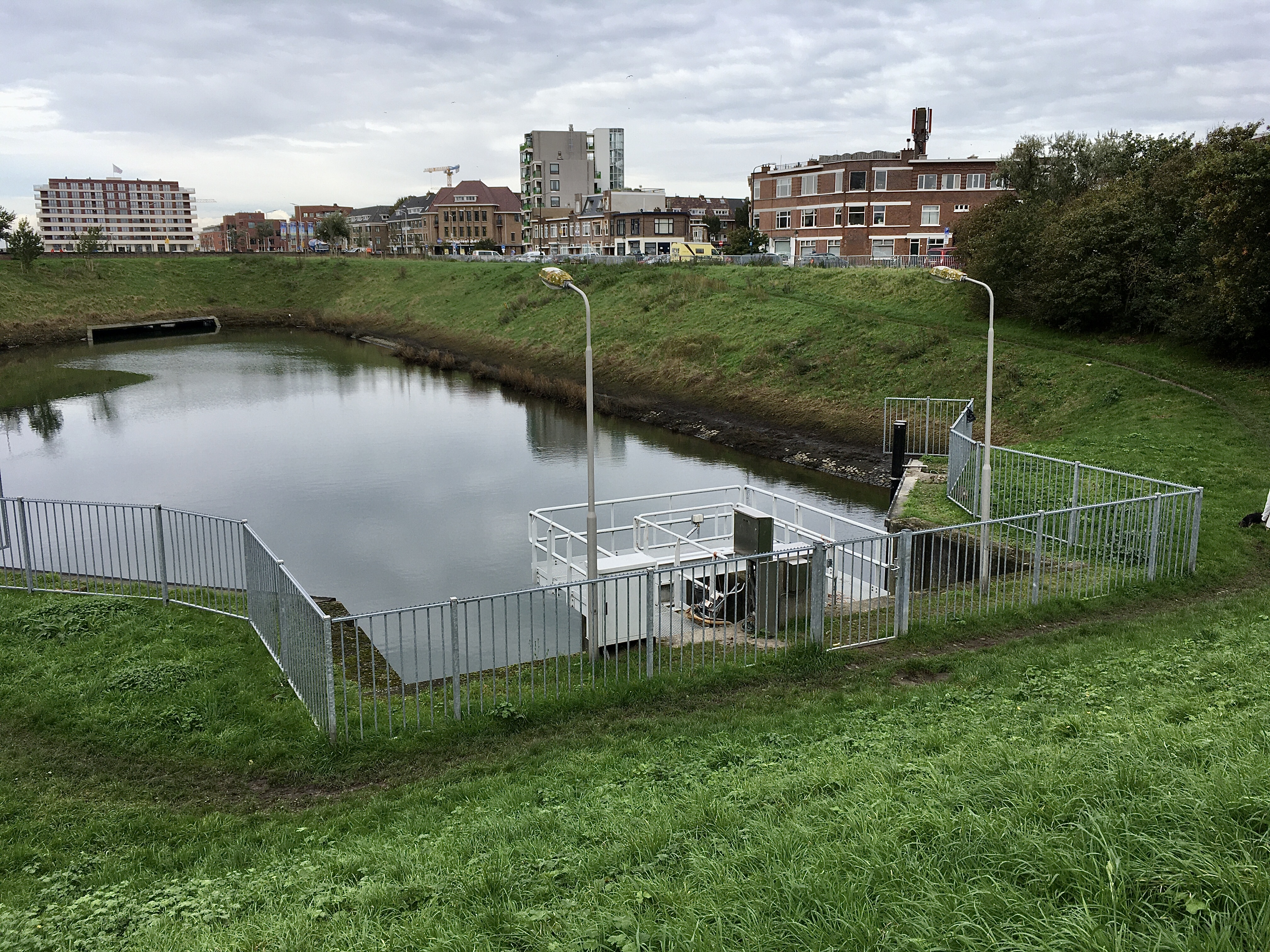
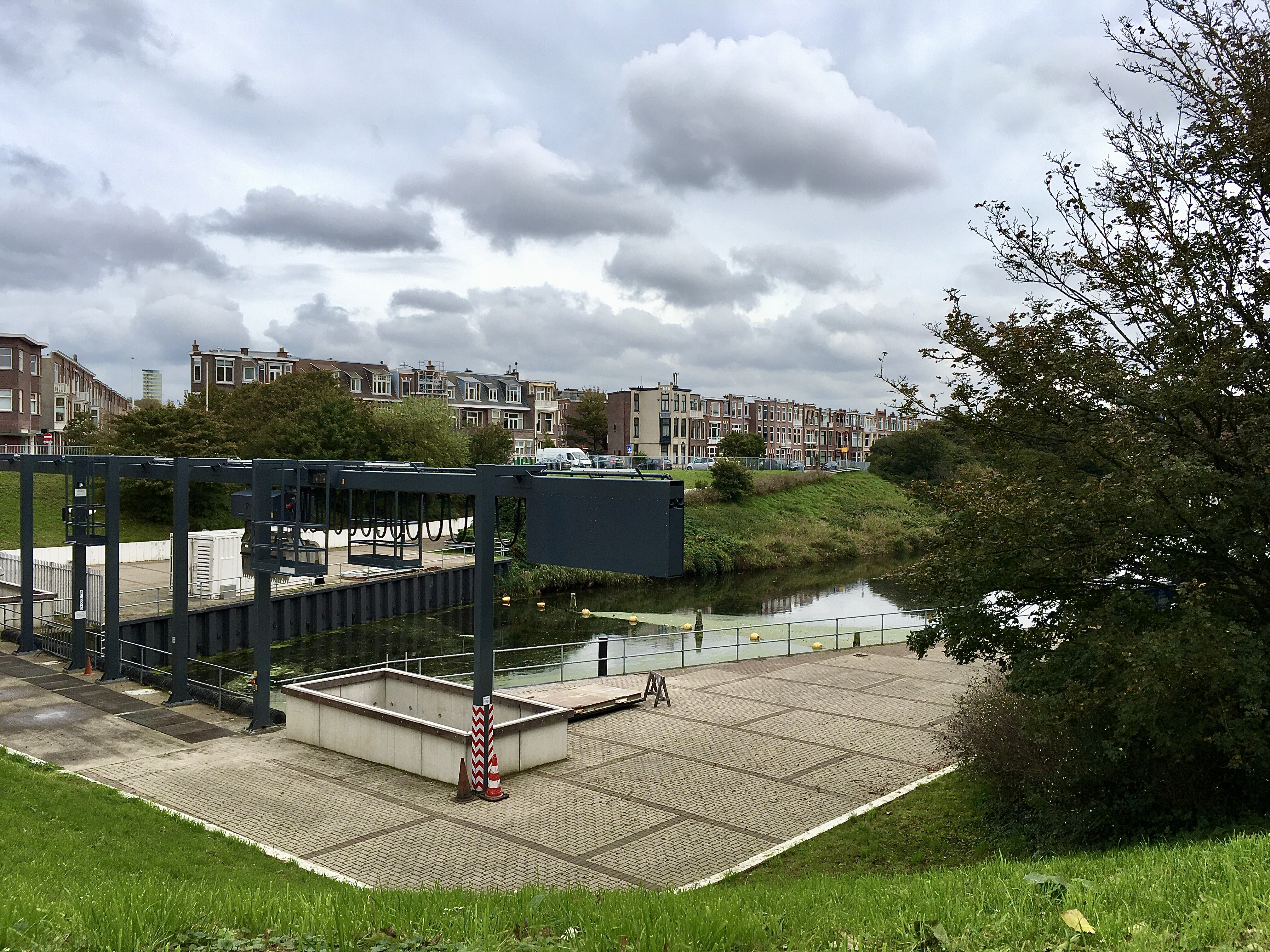